# Nissan
Nissan Motor Company, Ltd. (japonsko 日産自動車株式会社, Nissan Jidōsha Kabushiki-gaisha) je multinacionalno podjetje, ki se ukvarja z izdelavo osebnih in tovornih vozil, s sedežem na Japonskem. Leta 1914 so ga pod imenom DAT ustanovili Kendžiro Den, Rokuro Aojama in Meitaro Takeuči. Podjetje je proizvajalo predvsem tovornjake, manjši del prodaje pa so predstavljala osebna vozila pod blagovnima znamkama Datsun in DAT.
Po več menjavah imena se je podjetje leta 1934 po združitvi s Nihon Sangyio preimenovalo v Nissan. Leta 1999 je podjetje stopilo v partnerstvo s francoskim Renaultom, ki je imel leta 2008 44,4% lastniški delež v Nissanu.
Danes je Nissan tretji največji avtomobilski proizvajalec na Japonskem. Prodaja predvsem vozila pod istoimensko blagovno znamko in blagovno znamko Infiniti. Podružnica Nissan Marine se ukvarja z izdelavo motorjev za plovila.